# Jazz blues
Le jazz blues est un style musical qui combine le jazz et le blues,.

## Origines et terminologie
Le terme renvoie aussi à tout air de musique basé sur les 12 mesures typiques du blues, tout en étant joué dans un style inspiré du jazz, plutôt que du style blues traditionnel. Le blues a eu une influence capitale sur le développement du jazz, et les airs de jazz blues sont extrêmement courants dans le répertoire jazz. D'ailleurs, en dehors des 12 mesures du blues, les musiciens de jazz empruntent de nombreuses autres techniques stylistiques du blues, comme la blue note, le phrasé des mélodies blues, et les riffs de blues.
Par rapport au blues traditionnel, le jazz blues repose sur un traitement plus sophistiqué ou, à tout le moins, différent dans les harmonies, mais la progression sur la base des 12 mesures standards reste perceptible. Pour les musiciens de jazz, l'une des principales manières de jouer dans ce style est de substituer un accord : un accord est remplacé par un ou plusieurs autres, qui ont la même tonalité générale, mais dans une couleur différente.
Jazz Blues Fusion (1972) est le titre d'un album de John Mayall, artiste de British blues. Ses deux albums suivants, Moving On et The Latest Edition, relèvent également du jazz blues.